# Rekwoi
Rekwoi, nekadašnje selo Yurok Indijanaca na sjevernoj strani ušća Klamatha u kalifornijskom okrugu Del Norte. U blizini ovog sela u drugoj polovici 19. stoljeća nastao je gradić Requa čije je ime iskovano po imenu indijanskog sela. U 19. stoljeću spada u njihova najznačajnja sela koje je imalo 22 kuće sa 116 stanovnika
Kod Indijanaca Hoopa za ovo selo postojao je naziv Mukanaduwulading, a kod Karoka Sufip.